# Cserszegtomaj
Cserszegtomaj là một thị trấn thuộc hạt Zala, Hungary. Thị trấn này có diện tích 12,6 km², dân số năm 2010 là 2670 người, mật độ 212 người/km².